# Bongi Sithole
Bongi Sithole là thành viên của Đại hội Dân tộc Phi và là cựu thị trưởng của Khu đô thị quận Umgungundlovu. Năm 2008, cô bị sa thải khỏi chức vụ thị trưởng vì tội chiếm dụng tiền của hội đồng và bổ nhiệm những người không đủ tiêu chuẩn vào các vị trí cấp cao. Tuy nhiên, vào tháng 3 năm 2009, cô đã giành được công việc R620.000 mỗi năm với chính phủ KwaZulu-Natal, với sự cho phép của MEC cho Chính quyền địa phương Mike Mabuyakhulu.
Tuy nhiên, vào đầu tháng 4, các phương tiện truyền thông địa phương đã đưa tin rằng Sithole đã mất việc và nợ nần nhiều ngàn Rands với các chủ nợ khác nhau, và đồ đạc và xe hơi của cô sẽ sớm được bán đấu giá cho mục đích trả nợ. Tuy nhiên, vào ngày 13 tháng 4, Đảng Tự do Inkatha, phe đối lập chính thức với ANC tại KZN, đã báo cáo rằng họ đã "thông báo một cách đáng tin cậy" rằng Sithole gần đây đã được bổ nhiệm làm Giám đốc giải quyết tranh chấp tại Sở chính quyền địa phương, "trong một quá trình bị đánh đố với sự bất thường và trớ trêu. " 
Theo Peter Smith, người phát ngôn của chính quyền địa phương IFP, "Sithole được bổ nhiệm vào cuối tháng 3, sau đó vội vàng lấp chỗ trống trên chính quyền tỉnh trước cuộc bầu cử. Công việc của Sithole không bao giờ được quảng cáo và rõ ràng là do Trưởng phòng Gabi Gumbi tạo ra cho cô ấy -Masilela. " Smith mô tả cuộc hẹn là "một ví dụ trong sách giáo khoa về xung đột lợi ích", lưu ý rằng trong vai trò mới, Sithole sẽ giám sát các tranh chấp giữa bộ và các thành phố, mặc dù thực tế rằng Umgungundlovu, thành phố mà cô bị lật đổ, là một trong họ 